# Gábor Holló
Gábor Holló (ur. 19 grudnia 1960 w Budapeszcie) – węgierski okulista, profesor medycyny związany z Uniwersytetem Semmelweisa w Budapeszcie. Specjalizuje się w diagnozowaniu i leczeniu jaskry.

## Życiorys
Studia medyczne ukończył w 1985 na Wydziale Medycznym Uniwersytetu Semmelweisa w Budapeszcie i na tej uczelni obronił doktorat (1996) oraz uzyskał habilitację (2004). Na macierzystej uczelni od 1997 pełni funkcję dyrektora odpowiedzialnego za leczenie jaskry i perymetrię (ang. Director of the Glaucoma Service and Perimetry Unit in the Department of Ophthalmology). Jest autorem szeregu książek i rozdziałów. Artykuły publikował w takich czasopismach jak m.in. „International Ophthalmology", „British Journal of Ophthalmology", „PLOS ONE", „European Journal of Ophthalmology", „BMC Ophthalmology” oraz „Journal of Glaucoma".
Należy do szeregu towarzystw naukowych: Society for Science Education, Hungarian Society for Natural Sciences, Węgierskiego Towarzystwa Okulistycznego (szef sekcji jaskry), European Glaucoma Society, Association for Eye Research oraz Association for Research in Vision and Ophthalmology (ARVO).
Jest synem Istvana oraz Frideriki (z domu Hollitscher) Holló. Od 1991 żonaty z Martą Varga, z którą ma dwójkę dzieci (Hollo i Balazs).